# Little Trip (曲)
「Little Trip」（リトル・トリップ）は、Hysteric Blueの3枚目のシングル。

## 概要
- アルバム『baby Blue』からのリカット・シングル。

## 収録曲
1. Little Trip
作詞:Tama、作曲:ナオキ
2. ひまわり
3. Little Trip (オリジナル・カラオケ)

## 楽曲の収録アルバム
- baby Blue (#1)
- Historic Blue (#1)